# Saison 2022-2023 des Nuggets de Denver
La saison 2022-2023 des Nuggets de Denver est la 47e saison de la franchise en National Basketball Association (NBA).

## Draft
| Tour | Choix | Joueur          | Poste | Nationalité | Provenance         |
| ---- | ----- | --------------- | ----- | ----------- | ------------------ |
| 1    | 21    | Christian Braun | G     | États-Unis  | Jayhawks du Kansas |

## Matchs

### Summer League
| Summer League Total: 2-3 |

| Match | Date match | Équipe        | Score   | Meilleur marqueur    | Meilleur rebondeur   | Meilleur passeur     | Lieux Spectateurs      | Série |
| ----- | ---------- | ------------- | ------- | -------------------- | -------------------- | -------------------- | ---------------------- | ----- |
| 1     | 8 juillet  | Minnesota     | D 78-85 | Christian Braun (18) | Kamagate, Watson (7) | Collin Gillespie (4) | Cox Pavilion 0         | 0 - 1 |
| 2     | 10 juillet | Cleveland     | V 85-76 | Peyton Watson (19)   | Jack White (15)      | Collin Gillespie (6) | Cox Pavilion 0         | 1 - 1 |
| 3     | 13 juillet | L.A. Clippers | V 80-75 | Matt Mitchell (17)   | Christian Braun (12) | Christian Braun (5)  | Thomas & Mack Center 0 | 2 - 1 |
| 4     | 15 juillet | Philadelphie  | D 71-97 | Christian Braun (11) | Christian Braun (6)  | Braun, Wills (6)     | Thomas & Mack Center 0 | 2 - 2 |
| 5     | 17 juillet | Utah          | D 72-82 | Adonis Arms (20)     | Jack White (9)       | Trois joueurs (2)    | Cox Pavilion 0         | 2 - 3 |

### Pré-saison
| Pré-saison Total: 3-2 (Domicile : 1-1; Extérieur : 2-1) |

| Match | Date match | Équipe          | Score     | Meilleur marqueur    | Meilleur rebondeur  | Meilleur passeur  | Lieux Spectateurs          | Série |
| ----- | ---------- | --------------- | --------- | -------------------- | ------------------- | ----------------- | -------------------------- | ----- |
| 1     | 3 octobre  | Oklahoma City   | D 101-112 | Zeke Nnaji (15)      | Jordan, Nnaji (6)   | Green, Jokić (3)  | Ball Arena 12 432          | 0 - 1 |
| 2     | 7 octobre  | @ Chicago       | D 113-131 | Nah'Shon Hyland (24) | DeAndre Jordan (10) | Murray, Smith (5) | United Center 20 305       | 0 - 2 |
| 3     | 10 octobre | Phoenix         | V 107-105 | Ish Smith (17)       | DeAndre Jordan (10) | Ish Smith (7)     | Ball Arena 12 505          | 1 - 2 |
| 4     | 12 octobre | @ L.A. Clippers | V 126-115 | Ish Smith (15)       | Zeke Nnaji (8)      | Ish Smith (8)     | Toyota Sports Center 8 812 | 2 - 2 |
| 5     | 14 octobre | @ Golden State  | V 119-112 | Nah'Shon Hyland (18) | Aaron Gordon (12)   | Aaron Gordon (7)  | Chase Center 0             | 3 - 2 |

### Saison régulière
| Saison régulière Total: 53-29 (Domicile : 34-7; Extérieur : 19-22) |

| Match | Date match | Équipe         | Score     | Meilleur marqueur       | Meilleur rebondeur      | Meilleur passeur         | Lieux Spectateurs              | Série |
| ----- | ---------- | -------------- | --------- | ----------------------- | ----------------------- | ------------------------ | ------------------------------ | ----- |
| 1     | 19 octobre | @ Utah         | D 102-123 | Nikola Jokić (27)       | Aaron Gordon (10)       | Caldwell-Pope, Jokić (6) | Vivint Smart Home Arena 18 206 | 0 - 1 |
| 2     | 21 octobre | @ Golden State | V 128-123 | Nikola Jokić (26)       | Nikola Jokić (12)       | Nikola Jokić (10)        | Chase Center 18 064            | 1 - 1 |
| 3     | 22 octobre | Oklahoma City  | V 122-117 | Michael Porter Jr. (22) | Nikola Jokić (16)       | Nikola Jokić (13)        | Ball Arena 19 983              | 2 - 1 |
| 4     | 24 octobre | @ Portland     | D 110-135 | Aaron Gordon (26)       | Nikola Jokić (9)        | Nikola Jokić (9)         | Moda Center 18 111             | 2 - 2 |
| 5     | 26 octobre | L.A. Lakers    | V 110-99  | Nikola Jokić (31)       | Nikola Jokić (13)       | Nikola Jokić (9)         | Ball Arena 19 520              | 3 - 2 |
| 6     | 28 octobre | Utah           | V 117-101 | Nah'Shon Hyland (26)    | Jordan, Porter Jr. (13) | Nikola Jokić (6)         | Ball Arena 19 560              | 4 - 2 |
| 7     | 30 octobre | @ L.A. Lakers  | D 110-121 | Nikola Jokić (23)       | Nikola Jokić (14)       | Nikola Jokić (6)         | Crypto.com Arena 18 997        | 4 - 3 |

| Match | Date match  | Équipe          | Score          | Meilleur marqueur         | Meilleur rebondeur     | Meilleur passeur  | Lieux Spectateurs               | Série  |
| ----- | ----------- | --------------- | -------------- | ------------------------- | ---------------------- | ----------------- | ------------------------------- | ------ |
| 8     | 3 novembre  | @ Oklahoma City | V 122-110      | Aaron Gordon (27)         | Nikola Jokić (13)      | Nikola Jokić (14) | Paycom Center 13 791            | 5 - 3  |
| 9     | 5 novembre  | San Antonio     | V 126-101      | Nah'Shon Hyland (24)      | Michael Porter Jr. (9) | Nikola Jokić (10) | Ball Arena 19 641               | 6 - 3  |
| 10    | 7 novembre  | @ San Antonio   | V 115-109      | Nikola Jokić (26)         | Jokić, Jordan (8)      | Nikola Jokić (10) | AT&T Center 11 574              | 7 - 3  |
| 11    | 9 novembre  | @ Indiana       | V 122-119      | Nikola Jokić (24)         | Aaron Gordon (16)      | Gordon, Jokić (6) | Gainbridge Fieldhouse 14 069    | 8 - 3  |
| 12    | 11 novembre | @ Boston        | D 112-131      | Nikola Jokić (29)         | Bruce Brown (10)       | Jamal Murray (10) | TD Garden 19 156                | 8 - 4  |
| 13    | 13 novembre | @ Chicago       | V 126-103      | Michael Porter Jr. (31)   | Bruce Brown (11)       | Nikola Jokić (14) | United Center 21 602            | 9 - 4  |
| 14    | 16 novembre | New York        | D 103-106      | Hyland, Murray (21)       | Jamal Murray (9)       | Jamal Murray (6)  | Ball Arena 18 210               | 9 - 5  |
| 15    | 18 novembre | @ Dallas        | D 99-127       | Brown, Caldwell-Pope (18) | DeAndre Jordan (7)     | Bruce Brown (7)   | American Airlines Center 20 135 | 9 - 6  |
| 16    | 20 novembre | @ Dallas        | V 98-97        | Nah'Shon Hyland (29)      | DeAndre Jordan (17)    | Bruce Brown (8)   | American Airlines Center 20 244 | 10 - 6 |
| 17    | 22 novembre | Détroit         | D 108-110      | Nikola Jokić (31)         | Nikola Jokić (9)       | Nikola Jokić (10) | Ball Arena 19 635               | 10 - 7 |
| 18    | 23 novembre | @ Oklahoma City | V 131-126 (OT) | Nikola Jokić (39)         | Bruce Brown (13)       | Bruce Brown (10)  | Paycom Center 13 656            | 11 - 7 |
| 19    | 25 novembre | @ L.A. Clippers | V 114-104      | Aaron Gordon (29)         | Nikola Jokić (13)      | Jamal Murray (9)  | Crypto.com Arena 16 559         | 12 - 7 |
| 20    | 28 novembre | Houston         | V 129-113      | Nikola Jokić (32)         | Nikola Jokić (12)      | Jokić, Smith (8)  | Ball Arena 16 027               | 13 - 7 |
| 21    | 30 novembre | Houston         | V 120-100      | Jamal Murray (26)         | Nikola Jokić (9)       | Nikola Jokić (12) | Ball Arena 16 286               | 14 - 7 |

| Match | Date match  | Équipe                | Score          | Meilleur marqueur             | Meilleur rebondeur | Meilleur passeur     | Lieux Spectateurs           | Série   |
| ----- | ----------- | --------------------- | -------------- | ----------------------------- | ------------------ | -------------------- | --------------------------- | ------- |
| 22    | 2 décembre  | @ Atlanta             | D 109-117      | Nikola Jokić (24)             | Nikola Jokić (10)  | Nikola Jokić (8)     | State Farm Arena 16 974     | 14 - 8  |
| 23    | 4 décembre  | @ La Nouvelle-Orléans | D 106-121      | Nikola Jokić (32)             | Nikola Jokić (16)  | Nikola Jokić (9)     | Smoothie King Center 15 658 | 14 - 9  |
| 24    | 6 décembre  | Dallas                | D 115-116      | Aaron Gordon (27)             | Gordon, Jokić (8)  | Nikola Jokić (8)     | Ball Arena 19 520           | 14 - 10 |
| 25    | 8 décembre  | @ Portland            | V 121-120      | Nikola Jokić (33)             | Nikola Jokić (10)  | Nikola Jokić (9)     | Moda Center 18 189          | 15 - 10 |
| 26    | 10 décembre | Utah                  | V 115-110      | Nikola Jokić (31)             | Nikola Jokić (12)  | Nikola Jokić (14)    | Ball Arena 19 636           | 16 - 10 |
| 27    | 14 décembre | Washington            | V 141-128      | Nikola Jokić (43)             | Nikola Jokić (14)  | Nikola Jokić (8)     | Ball Arena 19 550           | 17 - 10 |
| 28    | 16 décembre | @ L.A. Lakers         | D 108-126      | Nikola Jokić (25)             | Nikola Jokić (11)  | Nikola Jokić (8)     | Crypto.com Arena 18 505     | 17 - 11 |
| 29    | 18 décembre | Charlotte             | V 119-115      | Nikola Jokić (40)             | Nikola Jokić (27)  | Jamal Murray (11)    | Ball Arena 19 235           | 18 - 11 |
| 30    | 20 décembre | Memphis               | V 105-91       | Aaron Gordon (24)             | Nikola Jokić (13)  | Nikola Jokić (13)    | Ball Arena 19 605           | 19 - 11 |
| 31    | 23 décembre | Portland              | V 120-107      | Nikola Jokić (29)             | Jokić, Murray (8)  | Jamal Murray (12)    | Ball Arena 19 619           | 20 - 11 |
| 32    | 25 décembre | Phoenix               | V 128-125 (OT) | Nikola Jokić (41)             | Nikola Jokić (15)  | Nikola Jokić (15)    | Ball Arena 19 642           | 21 - 11 |
| 33    | 27 décembre | @ Sacramento          | V 113-106      | Michael Porter Jr. (30)       | Nikola Jokić (9)   | Nikola Jokić (11)    | Golden 1 Center 17 937      | 22 - 11 |
| 34    | 28 décembre | @ Sacramento          | D 126-127      | Nikola Jokić (40)             | Trois joueurs (7)  | Nah'Shon Hyland (11) | Golden 1 Center 17 985      | 22 - 12 |
| 35    | 30 décembre | Miami                 | V 124-119      | Kentavious Caldwell-Pope (20) | Nikola Jokić (12)  | Nikola Jokić (12)    | Ball Arena 19 638           | 23 - 12 |

| Match | Date match  | Équipe                | Score     | Meilleur marqueur | Meilleur rebondeur | Meilleur passeur  | Lieux Spectateurs           | Série   |
| ----- | ----------- | --------------------- | --------- | ----------------- | ------------------ | ----------------- | --------------------------- | ------- |
| 36    | 1er janvier | Boston                | V 123-111 | Nikola Jokić (30) | Nikola Jokić (12)  | Nikola Jokić (12) | Ball Arena 19 641           | 24 - 12 |
| 37    | 2 janvier   | @ Minnesota           | D 111-124 | Nikola Jokić (24) | Aaron Gordon (16)  | Nikola Jokić (9)  | Target Center 15 962        | 24 - 13 |
| 38    | 5 janvier   | L.A. Clippers         | V 122-91  | Jamal Murray (18) | Vlatko Čančar (12) | Nikola Jokić (9)  | Ball Arena 19 087           | 25 - 13 |
| 39    | 6 janvier   | Cleveland             | V 121-108 | Nikola Jokić (28) | Nikola Jokić (15)  | Nikola Jokić (10) | Ball Arena 19 638           | 26 - 13 |
| 40    | 9 janvier   | L.A. Lakers           | V 122-109 | Jamal Murray (34) | Nikola Jokić (11)  | Nikola Jokić (16) | Ball Arena 19 609           | 27 - 13 |
| 41    | 11 janvier  | Phoenix               | V 126-97  | Nikola Jokić (21) | Nikola Jokić (18)  | Nikola Jokić (9)  | Ball Arena 18 872           | 28 - 13 |
| 42    | 13 janvier  | @ L.A. Clippers       | V 103-115 | Jamal Murray (24) | Jamal Murray (8)   | Aaron Gordon (5)  | Crypto.com Arena 16 005     | 29 - 13 |
| 43    | 15 janvier  | Orlando               | V 119-116 | Aaron Gordon (25) | Nikola Jokić (10)  | Nikola Jokić (14) | Ball Arena 19 641           | 30 - 13 |
| 44    | 17 janvier  | Portland              | V 122-113 | Nikola Jokić (36) | Nikola Jokić (12)  | Nikola Jokić (10) | Ball Arena 18 258           | 31 - 13 |
| 45    | 18 janvier  | Minnesota             | V 122-118 | Nikola Jokić (31) | Nikola Jokić (11)  | Nikola Jokić (13) | Ball Arena 16 112           | 32 - 13 |
| 46    | 20 janvier  | Indiana               | V 134-111 | Aaron Gordon (28) | Jamal Murray (10)  | Jamal Murray (14) | Ball Arena 19 609           | 33 - 13 |
| 47    | 22 janvier  | Oklahoma City         | D 99-101  | Jamal Murray (26) | Aaron Gordon (10)  | Jamal Murray (9)  | Ball Arena 19 557           | 33 - 14 |
| 48    | 24 janvier  | @ La Nouvelle-Orléans | V 98-99   | Nikola Jokić (25) | Nikola Jokić (11)  | Nikola Jokić (10) | Smoothie King Center 14 699 | 34 - 14 |
| 49    | 25 janvier  | @ Milwaukee           | D 107-99  | Aaron Gordon (26) | Aaron Gordon (14)  | Aaron Gordon (4)  | Fiserv Forum 17 352         | 34 - 15 |
| 50    | 28 janvier  | @ Philadelphie        | D 126-119 | Nikola Jokić (24) | Nikola Jokić (8)   | Nikola Jokić (9)  | Wells Fargo Center 21 255   | 34 - 16 |
| 51    | 31 janvier  | La Nouvelle-Orléans   | V 122-113 | Jamal Murray (32) | Nikola Jokić (18)  | Nikola Jokić (15) | Ball Arena 18 868           | 35 - 16 |

| Match                  | Date match | Équipe        | Score          | Meilleur marqueur       | Meilleur rebondeur | Meilleur passeur  | Lieux Spectateurs                 | Série   |
| ---------------------- | ---------- | ------------- | -------------- | ----------------------- | ------------------ | ----------------- | --------------------------------- | ------- |
| 52                     | 2 février  | Golden State  | V 134-117      | Jamal Murray (33)       | Nikola Jokić (14)  | Nikola Jokić (16) | Ball Arena 19 555                 | 36 - 16 |
| 53                     | 4 février  | Atlanta       | V 128-108      | Jamal Murray (41)       | Nikola Jokić (18)  | Nikola Jokić (10) | Ball Arena 19 630                 | 37 - 16 |
| 54                     | 5 février  | @ Minnesota   | D 98-128       | Michael Porter Jr. (22) | Bruce Brown (7)    | Ish Smith (7)     | Target Center 17 136              | 37 - 17 |
| 55                     | 7 février  | Minnesota     | V 146-112      | Michael Porter Jr. (30) | Nikola Jokić (12)  | Nikola Jokić (16) | Ball Arena 18 307                 | 38 - 17 |
| 56                     | 9 février  | @ Orlando     | D 104-115      | Aaron Gordon (37)       | Aaron Gordon (14)  | Nikola Jokić (6)  | Amway Center 18 846               | 38 - 18 |
| 57                     | 11 février | @ Charlotte   | V 119-105      | Nikola Jokić (30)       | Nikola Jokić (16)  | Nikola Jokić (10) | Spectrum Center 19 256            | 39 - 18 |
| 58                     | 13 février | @ Miami       | V 112-108      | Nikola Jokić (27)       | Nikola Jokić (12)  | Nikola Jokić (8)  | Miami-Dade Arena 19 755           | 40 - 18 |
| 59                     | 15 février | Dallas        | V 118-109      | Jeff Green (24)         | Nikola Jokić (13)  | Nikola Jokić (10) | Ball Arena 19 627                 | 41 - 18 |
| NBA All-Star Game 2023 |            |               |                |                         |                    |                   |                                   |         |
| 60                     | 23 février | @ Cleveland   | V 115-109      | Michael Porter Jr. (25) | Nikola Jokić (18)  | Nikola Jokić (13) | Rocket Mortgage FieldHouse 19 432 | 42 - 18 |
| 61                     | 25 février | @ Memphis     | D 94-112       | Nikola Jokić (15)       | Nikola Jokić (13)  | Jamal Murray (4)  | FedExForum 18 302                 | 42 - 19 |
| 62                     | 26 février | L.A. Clippers | V 134-124 (OT) | Nikola Jokić (40)       | Nikola Jokić (17)  | Jamal Murray (12) | Ball Arena 19 689                 | 43 - 19 |
| 63                     | 28 février | @ Houston     | V 133-112      | Jamal Murray (32)       | Nikola Jokić (11)  | Nikola Jokić (10) | Toyota Center 15 368              | 44 - 19 |

| Match | Date match | Équipe              | Score     | Meilleur marqueur       | Meilleur rebondeur           | Meilleur passeur  | Lieux Spectateurs            | Série   |
| ----- | ---------- | ------------------- | --------- | ----------------------- | ---------------------------- | ----------------- | ---------------------------- | ------- |
| 64    | 3 mars     | Memphis             | V 113-97  | Michael Porter Jr. (26) | Nikola Jokić (18)            | Nikola Jokić (10) | Ball Arena 19 641            | 45 - 19 |
| 65    | 6 mars     | Toronto             | V 118-113 | Jamal Murray (24)       | Nikola Jokić (13)            | Nikola Jokić (9)  | Ball Arena 19 520            | 46 - 19 |
| 66    | 8 mars     | Chicago             | D 96-117  | Nikola Jokić (18)       | Nikola Jokić (12)            | Nikola Jokić (8)  | Ball Arena 19 896            | 46 - 20 |
| 67    | 10 mars    | @ San Antonio       | D 120-128 | Nikola Jokić (37)       | Nikola Jokić (11)            | Nikola Jokić (11) | AT&T Center 18 354           | 46 - 21 |
| 68    | 12 mars    | Brooklyn            | D 120-122 | Nikola Jokić (35)       | Nikola Jokić (20)            | Nikola Jokić (11) | Ball Arena 19 739            | 46 - 22 |
| 69    | 14 mars    | @ Toronto           | D 110-125 | Nikola Jokić (28)       | Nikola Jokić (8)             | Jamal Murray (9)  | Scotiabank Arena 19 800      | 46 - 23 |
| 70    | 16 mars    | @ Détroit           | V 119-100 | Nikola Jokić (30)       | Nikola Jokić (10)            | Jamal Murray (10) | Little Caesars Arena 17 987  | 47 - 23 |
| 71    | 18 mars    | @ New York          | D 110-116 | Jamal Murray (25)       | Nikola Jokić (10)            | Nikola Jokić (8)  | Madison Square Garden 19 812 | 47 - 24 |
| 72    | 19 mars    | @ Brooklyn          | V 108-102 | Jamal Murray (25)       | Nikola Jokić (17)            | Nikola Jokić (10) | Barclays Center 18 235       | 48 - 24 |
| 73    | 22 mars    | @ Washington        | V 118-104 | Nikola Jokić (31)       | Nikola Jokić (12)            | Jamal Murray (8)  | Capital One Arena 16 508     | 49 - 24 |
| 74    | 25 mars    | Milwaukee           | V 129-106 | Nikola Jokić (31)       | Kentavious Caldwell-Pope (8) | Nikola Jokić (11) | Ball Arena 19 919            | 50 - 24 |
| 75    | 27 mars    | Philadelphie        | V 116-111 | Nikola Jokić (25)       | Nikola Jokić (17)            | Nikola Jokić (12) | Ball Arena 19 781            | 51 - 24 |
| 76    | 30 mars    | La Nouvelle-Orléans | D 88-107  | Jamal Murray (21)       | Jeff Green (7)               | Jamal Murray (7)  | Ball Arena 19 728            | 51 - 25 |
| 77    | 31 mars    | @ Phoenix           | D 93-100  | Aaron Gordon (26)       | DeAndre Jordan (12)          | Aaron Gordon (6)  | Footprint Center 17 071      | 51 - 26 |

| Match | Date match | Équipe       | Score     | Meilleur marqueur             | Meilleur rebondeur      | Meilleur passeur   | Lieux Spectateurs              | Série   |
| ----- | ---------- | ------------ | --------- | ----------------------------- | ----------------------- | ------------------ | ------------------------------ | ------- |
| 78    | 2 avril    | Golden State | V 112-110 | Michael Porter Jr. (29)       | Michael Porter Jr. (11) | Jamal Murray (8)   | Ball Arena 19 752              | 52 - 26 |
| 79    | 4 avril    | @ Houston    | D 103-124 | Michael Porter Jr. (23)       | Nikola Jokić (10)       | Trois joueurs (4)  | Toyota Center (Houston) 16 924 | 52 - 27 |
| 80    | 6 avril    | @ Phoenix    | D 115-119 | Bruce Brown (31)              | DeAndre Jordan (11)     | Jackson, Smith (6) | Footprint Center 17 071        | 52 - 28 |
| 81    | 8 avril    | @ Utah       | D 114-118 | Kentavious Caldwell-Pope (21) | Nikola Jokić (10)       | Nikola Jokić (10)  | Vivint Smart Home Arena 18 206 | 52 - 29 |
| 82    | 9 avril    | Sacramento   | V 109-95  | Bruce Brown (21)              | Trois joueurs (8)       | Ish Smith (9)      | Ball Arena 19 652              | 53 - 29 |

### Playoffs
| Playoffs Total: 16-4 (Domicile : 10-1; Extérieur : 6-3) |

| Match | Date match | Équipe      | Score          | Meilleur marqueur       | Meilleur rebondeur | Meilleur passeur  | Lieux Spectateurs    | Série |
| ----- | ---------- | ----------- | -------------- | ----------------------- | ------------------ | ----------------- | -------------------- | ----- |
| 1     | 16 avril   | Minnesota   | V 109-80       | Jamal Murray (24)       | Nikola Jokić (14)  | Jamal Murray (8)  | Ball Arena 19 628    | 1 - 0 |
| 2     | 19 avril   | Minnesota   | V 122-113      | Jamal Murray (40)       | Aaron Gordon (10)  | Nikola Jokić (9)  | Ball Arena 19 683    | 2 - 0 |
| 3     | 21 avril   | @ Minnesota | V 120-111      | Michael Porter Jr. (25) | Nikola Jokić (11)  | Nikola Jokić (12) | Target Center 19 536 | 3 - 0 |
| 4     | 23 avril   | @ Minnesota | D 108-114 (OT) | Nikola Jokić (43)       | Nikola Jokić (11)  | Nikola Jokić (6)  | Target Center 18 978 | 3 - 1 |
| 5     | 25 avril   | Minnesota   | V 112-109      | Jamal Murray (35)       | Nikola Jokić (17)  | Nikola Jokić (12) | Ball Arena 19 691    | 4 - 1 |

| Match | Date match | Équipe    | Score     | Meilleur marqueur | Meilleur rebondeur      | Meilleur passeur  | Lieux Spectateurs       | Série |
| ----- | ---------- | --------- | --------- | ----------------- | ----------------------- | ----------------- | ----------------------- | ----- |
| 1     | 29 avril   | Phoenix   | V 125-107 | Jamal Murray (34) | Nikola Jokić (19)       | Jamal Murray (9)  | Ball Arena 19 762       | 1 - 0 |
| 2     | 1er mai    | Phoenix   | V 97-87   | Nikola Jokić (39) | Nikola Jokić (16)       | Jamal Murray (8)  | Ball Arena 19 592       | 2 - 0 |
| 3     | 5 mai      | @ Phoenix | D 114-121 | Jamal Murray (32) | Nikola Jokić (17)       | Nikola Jokić (17) | Footprint Center 17 071 | 2 - 1 |
| 4     | 7 mai      | @ Phoenix | D 124-129 | Nikola Jokić (53) | Michael Porter Jr. (10) | Nikola Jokić (11) | Footprint Center 17 071 | 2 - 2 |
| 5     | 9 mai      | Phoenix   | V 118-102 | Nikola Jokić (29) | Nikola Jokić (13)       | Nikola Jokić (12) | Ball Arena 19 773       | 3 - 2 |
| 6     | 11 mai     | @ Phoenix | V 125-100 | Nikola Jokić (32) | Nikola Jokić (10)       | Nikola Jokić (12) | Footprint Center 17 071 | 4 - 2 |

| Match | Date match | Équipe        | Score     | Meilleur marqueur | Meilleur rebondeur      | Meilleur passeur  | Lieux Spectateurs       | Série |
| ----- | ---------- | ------------- | --------- | ----------------- | ----------------------- | ----------------- | ----------------------- | ----- |
| 1     | 16 mai     | L.A. Lakers   | V 132-126 | Nikola Jokić (34) | Nikola Jokić (21)       | Nikola Jokić (14) | Ball Arena 19 633       | 1 - 0 |
| 2     | 18 mai     | L.A. Lakers   | V 108-103 | Jamal Murray (37) | Nikola Jokić (17)       | Nikola Jokić (12) | Ball Arena 19 742       | 2 - 0 |
| 3     | 20 mai     | @ L.A. Lakers | V 119-108 | Jamal Murray (37) | Michael Porter Jr. (10) | Nikola Jokić (8)  | Crypto.com Arena 18 997 | 3 - 0 |
| 4     | 22 mai     | @ L.A. Lakers | V 113-111 | Nikola Jokić (30) | Nikola Jokić (14)       | Nikola Jokić (13) | Crypto.com Arena 18 997 | 4 - 0 |

| Match | Date match | Équipe  | Score     | Meilleur marqueur | Meilleur rebondeur      | Meilleur passeur   | Lieux Spectateurs    | Série |
| ----- | ---------- | ------- | --------- | ----------------- | ----------------------- | ------------------ | -------------------- | ----- |
| 1     | 1er juin   | Miami   | V 104-93  | Nikola Jokić (27) | Michael Porter Jr. (13) | Nikola Jokić (14)  | Ball Arena 19 528    | 1 - 0 |
| 2     | 4 juin     | Miami   | D 108-111 | Nikola Jokić (41) | Nikola Jokić (11)       | Jamal Murray (10)  | Ball Arena 19 537    | 1 - 1 |
| 3     | 7 juin     | @ Miami | V 109-94  | Jamal Murray (34) | Nikola Jokić (21)       | Jokić, Murray (10) | Kaseya Center 20 184 | 2 - 1 |
| 4     | 9 juin     | @ Miami | V 108-95  | Aaron Gordon (27) | Nikola Jokić (12)       | Jamal Murray (12)  | Kaseya Center 20 019 | 3 - 1 |
| 5     | 12 juin    | Miami   | V 94-89   | Nikola Jokić (28) | Nikola Jokić (16)       | Jamal Murray (8)   | Ball Arena 19 537    | 4 - 1 |

### Confrontations en saison régulière
| Conférence Est      | Conférence Est                             | Conférence Est                             | Conférence Ouest                           | Conférence Ouest                           | Conférence Ouest                           | Conférence Ouest                           | Conférence Ouest                           |
| Division Atlantique | Division Atlantique                        | Division Atlantique                        | Division Nord-Ouest                        | Division Nord-Ouest                        | Division Nord-Ouest                        | Division Nord-Ouest                        | Division Nord-Ouest                        |
| Équipe              | Domicile                                   | Extérieur                                  | Équipe                                     | Domicile                                   | Domicile                                   | Extérieur                                  | Extérieur                                  |
| ------------------- | ------------------------------------------ | ------------------------------------------ | ------------------------------------------ | ------------------------------------------ | ------------------------------------------ | ------------------------------------------ | ------------------------------------------ |
| Boston              | 123-111                                    | 112-131                                    |                                            |                                            |                                            |                                            |                                            |
| Brooklyn            | 120-122                                    | 108-102                                    | Minnesota                                  | 122-118                                    | 146-112                                    | 98-128                                     | 111-124                                    |
| New York            | 103-106                                    | 110-116                                    | Oklahoma City                              | 122-117                                    | 99-101                                     | 122-110                                    | 131-126 (OT)                               |
| Philadelphie        | 116-111                                    | 126-119                                    | Portland                                   | 120-107                                    | 122-113                                    | 110-135                                    | 121-120                                    |
| Toronto             | 118-113                                    | 110-125                                    | Utah                                       | 117-101                                    | 115-110                                    | 102-123                                    | 114-119                                    |
| Division            | 4-6 (Domicile : 3-2; Extérieur : 1-4)      | 4-6 (Domicile : 3-2; Extérieur : 1-4)      | Division                                   | 10-6 (Domicile : 7-1; Extérieur : 3-5)     | 10-6 (Domicile : 7-1; Extérieur : 3-5)     | 10-6 (Domicile : 7-1; Extérieur : 3-5)     | 10-6 (Domicile : 7-1; Extérieur : 3-5)     |
| Division Centrale   | Division Centrale                          | Division Centrale                          | Division Pacifique                         | Division Pacifique                         | Division Pacifique                         | Division Pacifique                         | Division Pacifique                         |
| Équipe              | Domicile                                   | Extérieur                                  | Équipe                                     | Domicile                                   | Domicile                                   | Extérieur                                  | Extérieur                                  |
| Chicago             | 96-117                                     | 126-103                                    | Golden State                               | 134-117                                    | 112-110                                    | 128-123                                    |                                            |
| Cleveland           | 121-108                                    | 115-109                                    | L.A. Clippers                              | 122-91                                     | 134-124 (OT)                               | 114-104                                    | 115-103                                    |
| Detroit             | 108-110                                    | 119-100                                    | L.A. Lakers                                | 110-99                                     | 122-109                                    | 110-121                                    | 108-126                                    |
| Indiana             | 134-111                                    | 122-119                                    | Phoenix                                    | 128-125 (OT)                               | 126-97                                     | 93-100                                     | 115-119                                    |
| Milwaukee           | 129-06                                     | 107-99                                     | Sacramento                                 | 109-95                                     |                                            | 113-106                                    | 126-127                                    |
| Division            | 7-3 (Domicile : 3-2; Extérieur : 4-1)      | 7-3 (Domicile : 3-2; Extérieur : 4-1)      | Division                                   | 13-5 (Domicile : 9-0; Extérieur : 4-5)     | 13-5 (Domicile : 9-0; Extérieur : 4-5)     | 13-5 (Domicile : 9-0; Extérieur : 4-5)     | 13-5 (Domicile : 9-0; Extérieur : 4-5)     |
| Division Sud-Est    | Division Sud-Est                           | Division Sud-Est                           | Division Sud-Ouest                         | Division Sud-Ouest                         | Division Sud-Ouest                         | Division Sud-Ouest                         | Division Sud-Ouest                         |
| Équipe              | Domicile                                   | Extérieur                                  | Équipe                                     | Domicile                                   | Domicile                                   | Extérieur                                  | Extérieur                                  |
| Atlanta             | 128-108                                    | 109-117                                    | Dallas                                     | 115-116                                    | 118-109                                    | 99-127                                     | 98-97                                      |
| Charlotte           | 119-115                                    | 119-105                                    | Houston                                    | 129-113                                    | 120-100                                    | 133-112                                    | 103-124                                    |
| Miami               | 124-119                                    | 112-108                                    | Memphis                                    | 105-91                                     | 113-97                                     | 94-112                                     |                                            |
| Orlando             | 119-116                                    | 104-115                                    | New Orleans                                | 122-113                                    | 88-107                                     | 106-121                                    | 98-99                                      |
| Washington          | 141-128                                    | 118-104                                    | San Antonio                                | 126-101                                    |                                            | 115-109                                    | 120-128                                    |
| Division            | 8-2 (Domicile : 5-0; Extérieur : 3-2)      | 8-2 (Domicile : 5-0; Extérieur : 3-2)      | Division                                   | 11-6 (Domicile : 7-2; Extérieur : 4-4)     | 11-6 (Domicile : 7-2; Extérieur : 4-4)     | 11-6 (Domicile : 7-2; Extérieur : 4-4)     | 11-6 (Domicile : 7-2; Extérieur : 4-4)     |
| Conférence          | 19-11 (Domicile : 11-4; Extérieur : 8-7)   | 19-11 (Domicile : 11-4; Extérieur : 8-7)   | Conférence                                 | 34-18 (Domicile : 23-3; Extérieur : 11-15) | 34-18 (Domicile : 23-3; Extérieur : 11-15) | 34-18 (Domicile : 23-3; Extérieur : 11-15) | 34-18 (Domicile : 23-3; Extérieur : 11-15) |
| Total               | 53-29 (Domicile : 34-7; Extérieur : 19-22) | 53-29 (Domicile : 34-7; Extérieur : 19-22) | 53-29 (Domicile : 34-7; Extérieur : 19-22) | 53-29 (Domicile : 34-7; Extérieur : 19-22) | 53-29 (Domicile : 34-7; Extérieur : 19-22) | 53-29 (Domicile : 34-7; Extérieur : 19-22) | 53-29 (Domicile : 34-7; Extérieur : 19-22) |

## Classements
| Conférence Ouest | Conférence Ouest                     | Conférence Ouest | Conférence Ouest | Conférence Ouest | Conférence Ouest | Conférence Ouest | Conférence Ouest |
| No               | Franchise                            | Vic.             | Def.             | MJ               | V/D              | GB               |                  |
| ---------------- | ------------------------------------ | ---------------- | ---------------- | ---------------- | ---------------- | ---------------- | ---------------- |
| 1                | c - Nuggets de Denver                | 53               | 29               | 82               | .646             | -                |                  |
| 2                | y - Grizzlies de Memphis             | 51               | 31               | 82               | .622             | 2                |                  |
| 3                | y - Kings de Sacramento              | 48               | 34               | 82               | .585             | 5                |                  |
| 4                | x - Suns de Phoenix                  | 45               | 37               | 82               | .549             | 8                |                  |
| 5                | x - Clippers de Los Angeles          | 44               | 38               | 82               | .537             | 9                |                  |
| 6                | x - Warriors de Golden State         | 44               | 38               | 82               | .537             | 9                |                  |
|                  |                                      |                  |                  |                  |                  |                  |                  |
| 7                | x - Lakers de Los Angeles            | 43               | 39               | 82               | .524             | 10               |                  |
| 8                | x - Timberwolves du Minnesota        | 42               | 40               | 82               | .512             | 11               |                  |
| 9                | pi - Pelicans de La Nouvelle-Orléans | 42               | 40               | 82               | .512             | 11               |                  |
| 10               | pi - Thunder d'Oklahoma City         | 40               | 42               | 82               | .488             | 13               |                  |
|                  |                                      |                  |                  |                  |                  |                  |                  |
| 11               | o - Mavericks de Dallas              | 38               | 44               | 82               | .463             | 15               |                  |
| 12               | o - Jazz de l'Utah                   | 37               | 45               | 82               | .451             | 16               |                  |
| 13               | o - Trail Blazers de Portland        | 33               | 49               | 82               | .402             | 20               |                  |
| 14               | o - Rockets de Houston               | 22               | 60               | 82               | .268             | 31               |                  |
| 15               | o - Spurs de San Antonio             | 22               | 60               | 82               | .268             | 31               |                  |

| Division Nord-Ouest            | V  | D  | MJ | V/D  | GB | Dom   | Ext   | Div  |
| ------------------------------ | -- | -- | -- | ---- | -- | ----- | ----- | ---- |
| y - Nuggets de Denver          | 53 | 29 | 82 | .646 | –  | 34-7  | 19-22 | 10-6 |
| pi - Timberwolves du Minnesota | 42 | 40 | 82 | .512 | 11 | 22-19 | 20-21 | 8-8  |
| pi - Thunder d'Oklahoma City   | 40 | 42 | 82 | .488 | 13 | 24-17 | 16-25 | 9-7  |
| o - Jazz de l'Utah             | 37 | 45 | 82 | .451 | 16 | 23-18 | 14-27 | 6-10 |
| o - Trail Blazers de Portland  | 33 | 49 | 82 | .402 | 20 | 17-24 | 16-25 | 7-9  |